# トライアルカンパニー
株式会社トライアルカンパニー（英: Trial Company ,Inc.）は、福岡県福岡市東区に本社を置き、トライアル（英: TRIAL）の店舗ブランドで、スーパーセンター（総合スーパー）やディスカウントストアなどの小売業を運営する日本の企業。
2015年に株式会社トライアルホールディングス（トライアルHD）を設立して持株会社体制へ移行し、同社の完全子会社となった。

## 概要
ディスカウント業態を中心に事業展開するが、元来はソフトウェア構築およびパソコン販売が主力事業で、主に流通業向けITシステムを開発し、現在もソフトウェア開発専門の子会社が日本国内全店舗の営業支援と業績分析を担当する。
当社の親会社であるトライアルHDが東京都に本社を置く大手スーパーマーケットの株式会社西友を2025年7月1日付で全株式を取得して完全子会社化。これにより、当社と西友は同じグループ会社の関係となった（#沿革 (持株会社)を参照）。

### リゾート事業
小売以外の事業として温泉施設の運営も行い、2011年8月に大分県玖珠郡九重町（阿蘇くじゅう国立公園内）に「長者原温泉トライアル温泉郷」を設立、リゾート施設「大分九重 久織亭 (くおりてぃ) 」、素泊まり専門温泉旅館「虎の湯」の両施設を運営する。そのほか、2020年に福岡県宮若市とリテールAI開発拠点「リモートワークタウン ムスブ宮若」設立に関する協定を締結、その一環として同市に温泉宿泊施設「宮若虎の湯」を2021年12月に開業、運営している。

## 沿革

### 創業からトライアルカンパニーへ
- 1974年（昭和49年）
  - 4月 - 創業者の永田大海が、福岡県福岡市博多区住吉に古物商・リサイクルショップ「あさひ屋」を開業[一次資料 5][一次資料 6]。
- 1981年（昭和56年）
  - 7月1日 - 法人化し「株式会社あさひ屋」として設立[7]。永田久男が代表取締役社長に就任[一次資料 5]。
- 1984年（昭和59年）
  - 10月 - 株式会社トライアルカンパニーへ商号変更[一次資料 5]。
  - 11月 - 家電量販店「エレビット」の1号店として、福岡県福岡市博多区に住吉店を開業[一次資料 5]。
- 1992年（平成4年）
  - 10月 - 「ディスカウントストア トライアル」の1号店として、福岡県大野城市に南ヶ丘店を開業[一次資料 5]。
- 1993年（平成5年）
  - 4月 - 福岡県福岡市中央区高砂へ本社を移転[一次資料 5]。
- 1996年（平成8年） 
  - 10月 - 「スーパーセンター トライアル」の1号店として、福岡県北九州市に北九州空港バイパス店を開業[一次資料 5]。

### 県外進出と事業多角化
- 1998年（平成10年） 
  - 11月 - 福島県福島市に「ディスカウントストア トライアル方木田店」を開業、東北地方に初出店[一次資料 7]。
- 2000年（平成12年）
  - 12月 - 永田久男が株式会社下田屋の全株式を取得し、同社を関連会社とする[一次資料 8]。
- 2002年（平成14年）
  - 6月 - 埼玉県大里郡江南町（現：熊谷市）に「ネバフッドマーケット トライアル江南店」を開業、関東地方に初出店[一次資料 7]。
  - 9月 - 子会社として株式会社ティーアールイーを設立[一次資料 5]。
  - 11月 - 韓国釜山広域市に、現地法人としてTRE Koreaを設立[一次資料 5]。
- 2003年（平成15年）
  - 8月 - 福岡県福岡市東区多の津へ本社を移転[一次資料 5]。
  - 11月 - 山梨県南アルプス市に「スーパーセンター トライアル南アルプス店」を開業、甲信越地方に初出店[一次資料 5]。
  - 12月 - 中国山東省煙台市に現地法人として、煙台創迹軟件有限公司を設立[一次資料 5]。
- 2004年（平成16年）
  - 1月 - 株式交換により、株式会社下田屋を完全子会社とする[一次資料 5]。
  - 7月 - 山口県宇部市に「スーパーセンター トライアル宇部店」を開業、中国地方に初出店[一次資料 5]。
  - 9月 - 「トライアルマート」1号店として、福岡県福岡市西区に福重店を開業[一次資料 5]。
  - 10月 - 韓国に現地法人としてTrial Korea Co., Lp.を設立[一次資料 5]。
- 2005年（平成17年）
  - 9月 - 「スーパーセンタートライアル ハマン店」を開業、韓国に初出店[一次資料 5]。
  - 10月 - 中国山東省青島市に、現地法人として青島下田屋物流有限公司を設立[一次資料 5]。
  - 12月1日 - 「トライアル百下店」1号店として、福岡県福岡市東区に松島店を開業[一次資料 5][一次資料 9]。
- 2006年（平成18年）
  - 4月 - 「トライアル百下店」を「ディスカウントコンビニ トライアル」へブランド変更[一次資料 5]。
  - 5月23日 - 大型スーパーセンター「メガセンター トライアル」1号店として、佐賀県鹿島市に鹿島店を開業[一次資料 5][一次資料 10]。
  - 8月2日 - 京都府京都市南区に「スーパーセンター トライアル久世橋店」を開業、関西地方に初出店[一次資料 5][一次資料 11]。
- 2007年（平成19年）
  - 3月 - 子会社として株式会社トライアルファーマシーを設立[一次資料 5]。
  - 7月25日 - ディスカウントストア「ドラッグ&フレッシュトライアル」の1号店として、佐賀県伊万里市に伊万里店を開業[一次資料 5][一次資料 12]。
  - 8月 - Trial Korea Co., Lp.が、TRE Koreaを吸収合併[一次資料 5]。
- 2008年（平成20年）
  - 8月 - 株式会社カウボーイと業務提携を締結し、同社株式の30%を取得[一次資料 5][8]。
  - 9月18日 - 北海道恵庭市に「スーパーセンター トライアル恵庭店」を開業、北海道地方に初出店[一次資料 5][一次資料 13]。
- 2009年（平成21年）
  - 6月5日 - 株式会社カウボーイの第三者割当増資を引受け、出資比率を69.19%とし、同社を連結子会社とする[一次資料 14]。
  - 9月 - 青島下田屋物流有限公司が、青島特来尓商貿有限公司へ商号変更[一次資料 5]。
- 2010年（平成22年）
  - 1月21日 - 株式会社カウボーイを吸収合併[一次資料 14]。
  - 12月 - ドラッグストア「トライウェル」の1号店として、千葉県旭市に旭店を開業[一次資料 5]。
- 2011年（平成23年）
  - 1月 - 株式会社下田屋が、株式会社トライアル・ロジスティック・システムに商号を変更[一次資料 15]。
  - 3月22日 - 株式会社トライアル・ロジスティック・システムの製造部門を新設分割により分離し、株式会社トライアルプラネットを設立[一次資料 15]。
  - 8月3日 - 大分県玖珠郡九重町の阿蘇くじゅう国立公園に、温泉リゾート施設として「トライアル長者原温泉郷」を開業[一次資料 15]。
  - 10月 - アメリカ合衆国に現地法人としてTrial Retail Engineering, Inc.を設立[一次資料 5]。
- 2012年（平成24年）
  - 1月 - 子会社として株式会社ティー・ティー・エルを設立[一次資料 5]。
  - 6月19日 - 永田久男が代表取締役会長に、楢木野仁司が代表取締役社長に就任[一次資料 16]。
- 2013年（平成25年）
  - 2月12日 - 完全子会社として株式会社トライウェルを設立[一次資料 16]。
  - 3月4日 - トライウェル事業（ドラッグストア）を、吸収分割により株式会社トライウェルに承継[一次資料 16]。
- 2014年（平成26年）
  - 3月 - 株式会社ティー・ティー・エルを吸収合併[一次資料 5]。
  - 7月 - 中国上海市に現地法人として、上海翔迹企業管理有限公司を設立。同社は青島特来尓商貿有限公司より海外貿易業務を承継[一次資料 5]。
  - 10月20日 - 子会社として株式会社トライアル開発を設立[一次資料 17]。
  - 12月25日 - 完全子会社として株式会社トライアルベーカリーを設立[一次資料 18]。

### 持株会社制移行後
- 2015年（平成27年）
  - 3月21日 - 吸収分割によりベーカリー事業を、株式会社トライアルベーカリーへ承継[一次資料 18]。
  - 4月10日 - 店舗開発業務を、株式会社トライアル開発に承継[一次資料 17]。
  - 6月18日 - 株式会社トライアル・ロジスティック・システムが、株式会社ティー・エル・エスへ商号変更[一次資料 19]。
  - 6月22日 - 完全子会社として、株式会社トライアルフレッシュシステム、株式会社トライアル・シェアードサービスを設立[一次資料 20]。
  - 7月27日 - 完全子会社として株式会社ティー・アール・イーを設立[一次資料 20]。
  - 9月18日 - 単独株式移転により、持株会社として株式会社トライアルホールディングス（トライアルHD）を設立、トライアルカンパニーはトライアルHDの完全子会社となる[一次資料 20]。
  - 9月21日 - 吸収分割により、一部店舗の生鮮事業を株式会社トライアルフレッシュシステムへ、本部事務業務を株式会社トライアル・シェアードサービスへ、情報システム事業を株式会社ティー・アール・イーへ、それぞれ承継[一次資料 20]。
- 2016年（平成28年）
  - 2月12日 - 完全子会社として株式会社トライアルスーパーセンター、株式会社トライアルメガセンターを設立、店舗運営子会社を分社化[一次資料 21]。
  - 3月21日 - 株式会社トライアルプラネットが株式会社CRASTへ商号変更[一次資料 22]。
  - 4月21日 - 吸収分割により、中型小型店舗事業を株式会社トライアルスーパーセンターに、大型店舗事業を株式会社トライアルメガセンターに、それぞれ順次承継[一次資料 21]。
  - 6月 - 株式会社ティー・エル・エス、株式会社トライアル開発及び株式会社トライアル・シェアードサービスが、株式会社トライアルホールディングスの子会社となる[一次資料 5]。
  - 9月21日 - 株式会社トライアルフレッシュシステムが、株式会社メガ生鮮へ商号変更[一次資料 23]。
  - 10月 - 株式会社明治屋が株式会社トライアルホールディングスの子会社となる[一次資料 5]。ただし同社は、明治18年創業で東京都中央区京橋に本社を置き「MEIDI-YA」の商号で国内外にスーパーマーケットを展開する株式会社明治屋とは無関係。
- 2017年（平成29年）
  - 2月 - 烟台創迹軟件有限公司が、株式会社ティー・アール・イーの子会社となる[一次資料 5]。
  - 6月19日 - 永田久男が代表取締役会長を退任[一次資料 24]。
  - 6月 - 株式会社ティー・アール・イーが、株式会社トライアルホールディングスの子会社となる[一次資料 5]。
- 2018年（平成30年）
  - 2月21日 - 株式会社CRASTを吸収合併[一次資料 25]。
  - 6月19日 - 楢木野仁司が代表取締役会長に、石橋亮太が代表取締役社長に就任[9]。
  - 8月 - 株式会社トライアルスーパーセンターが、株式会社トライアルオペレーションズへ商号変更[一次資料 5]。
  - 9月21日
    - 株式会社トライアルオペレーションズが、株式会社トライアルメガセンターを吸収合併[10]。
    - 吸収分割により、株式会社トライアルカンパニー、株式会社トライアルオペレーションズ、株式会社トライウェルの生鮮事業を、株式会社メガ生鮮に承継[10]。

  - 12月13日 - ディスカウントストア「トライアル Quick」の1号店として、福岡県大野城市に大野城店を開業[一次資料 26]。
- 2019年（平成31年・令和元年）
  - 2月 - 吸収分割により、株式会社トライアルカンパニー、株式会社トライアルオペレーションズ、株式会社トライウェルの自動車用品販売事業を、オートピット株式会社に承継[一次資料 5]。
  - 3月 - 吸収分割により、総菜製造事業を株式会社明治屋に、精肉事業と包材サービス事業を株式会社メガ生鮮に、それぞれ承継[一次資料 5]。
  - 9月 - 株式会社トライウェルが、株式会社トライアルクイックへ商号変更[一次資料 5]。
- 2020年（令和2年）
  - 4月 - 子会社として、株式会社トライアル・インシュアランス・サービスを設立[一次資料 5]。
- 2022年（令和4年）
  - 4月1日
    - 株式会社トライアルオペレーションズが、株式会社メガ生鮮を吸収合併、株式会社トライアルクイックの小売店舗事業の一部を吸収分割により承継した上で、株式会社トライアルストアーズへ商号変更[一次資料 27]。
    - 株式会社トライアルクイックを吸収合併[一次資料 27]。

  - 4月20日 - ディスカウントストア「トライアルGO」の1号店として、福岡県宮若市に脇田店を開業[一次資料 28]。
  - 11月 - 新設分割により株式会社白鳥ロジスティックシステムを設立。
- 2023年（令和5年）
  - 9月4日 - 完全子会社として株式会社青森トライアルを設立[一次資料 29]。
  - 10月23日 - 株式会社青森トライアル、株式会社佐藤長、株式会社青森食研との事業譲渡契約により、株式会社青森食研の食品加工卸売業務を承継。同時に、株式会社青森トライアルが株式会社佐藤長のスーパーマーケット事業の一部および鮮魚テナント事業を承継[一次資料 29][11]。
  - 10月24日 - 株式会社青森トライアルが、株式会社佐藤長より譲受したスーパーマーケット「さとちょう」18店舗を「トライアル」として順次営業を再開[一次資料 30]。
- 2024年（令和6年）
  - 4月3日 - 香川県丸亀市に「スーパーセンター トライアル丸亀店」を開業、四国地方に初出店[一次資料 31][12]。
  - 7月17日 - 富山県富山市のショッピングセンター「富山マイプラザ[13]」内に「スーパーセンター トライアル富山マイプラザ店」を開業し、北陸地方に初出店[14]。

## 企業の特徴
ソフトウェア製作企業という出自からIT導入に力を入れており、Skip Cart（スキップカート）、リテールAIカメラ、デジタルサイネージの店舗への導入が進んでいる。特に「Skip Cart」と呼ばれるセルフレジ機能を備えたショッピングカートは、2025年2月時点で日本国内241店舗に約20,000台が稼働しており、セルフレジ機能付きショッピングカートとしては世界一の稼働台数である。
「Skip Cart」は、プリペイドカードまたは「SU-PAY」アプリを登録の上、カート付属のバーコードスキャナで顧客が自ら商品バーコードを読み取り、専用ゲートを通過するだけで、キャッシュレス決済を可能とし、レジ待ち時間を短縮するとともに、店舗オペレーションの省力化を実現している。またカート付属のタブレット画面には、スキャンした商品に合わせて「おすすめ商品」を表示するレコメンド機能や、その場で使用可能なクーポンの表示機能も搭載している。「リテールAIカメラ」は、小売店での使用に特化したAIエンジン搭載カメラで、商品棚の監視、顧客の店内での動線分析を行い、発注・補充オペレーションの最適化を図り、顧客が欲しいものを欲しい時に買える快適な売場づくりに寄与する。「デジタルサイネージ」は、店舗全体もしくは売場単位で、同一の音声付き動画・静止画を表示する「フィーバータイム」、惣菜売場で作りたて・揚げたて商品の品出しを知らせる「出来たて動画」などの試みを行っている。
2020年7月8日には、前年にリテールパートナーズとのトップ同士の会談でリテール分野でのAI活用の推進していく目標を共有したことをきっかけに、同社傘下の丸久が運営するアルク到津店へ「レジカートシステム」の名称で「Skip Cart」40台を納入して運用導入実験を開始。トライアルグループ外企業への納入第1号となった。その後、試験導入3か月間で当初の目標であった利用率20%を達成したことで同店での継続運用が決まり、2021年4月6日にオープンした系列の八幡西店では「Skip Cart」（丸久での名称:レジカートシステム）70台に加えて、トライアルグループ外企業へは初となるデジタルサイネージも14台納入された。同年11月2日には太陽電気工業所が運営するスーパーセンターTAIYO本渡店に「Skip Cart」約70台が納入された。2022年7月20日には、この日リニューアルオープンされたアルク防府店へ「レジカートシステム」の名称で「Skip Cart」40台が納入された。
従業員に業務アプリを入れた専用モバイル端末を配布する、顧客に発行しているプリペイドカードから購買データを収集する、といったことも行っている。
トライアルカンパニー本社構内には、社員向けの実験店舗「トライアル ラボ店」があり、新技術による実証実験を行っている。

### モバイルアプリケーション

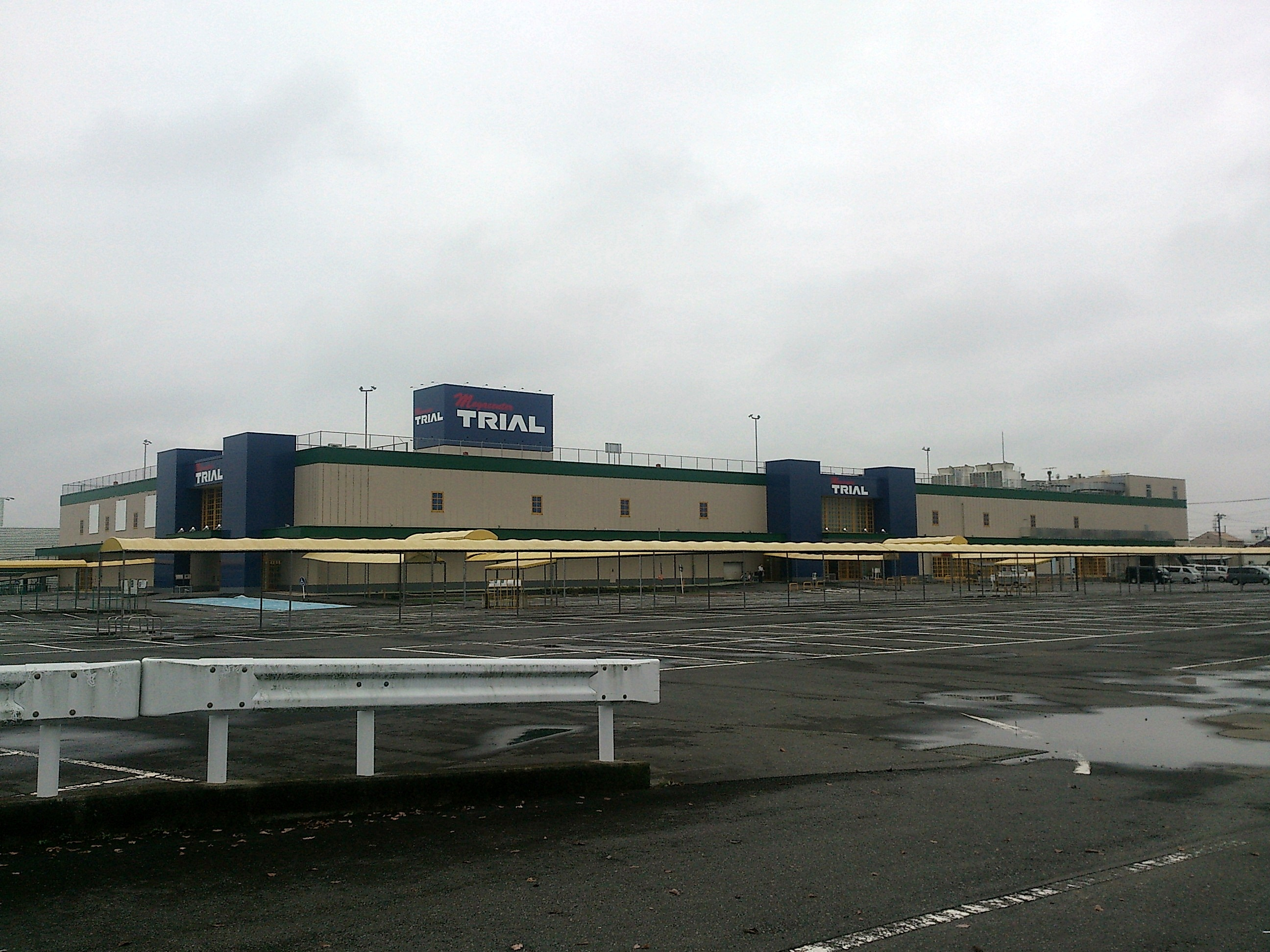
トライアル メガセンター石下店（常総市）

キャッシュレス決済機能を有する、トライアルカンパニー公式アプリを提供している。
「トライアルお買い物アプリ」には、会員カード、クーポン発行、商品の読み取り・決済といったレジ機能などが統合されていた。レジ機能は、一部店舗で導入されているタブレット端末付きスマートショッピングカートと同等機能を有する。スマートフォンのカメラを用いて商品のバーコードを読み取り小計を出すことができ、会計の際には画面に表示されたバーコードを、スマートショッピングカート専用ゲートの読み取り機にかざすだけで、会計・決済が完了し電子レシートが発行されるシステムであった。
2022年10月に新アプリとして、グループ会社のトライアルフィナンシャルサービス（現:株式会社SU-PAY）が提供する「SU-PAY（スーペイ）」を提供開始。従来の「トライアルお買物アプリ」の機能に加え、銀行口座からのオンラインチャージに対応した。銀行口座チャージ機能は、日本電子決済推進機構が運営する「Bank Pay」参加金融機関（みずほ銀行・三菱UFJ銀行・三井住友銀行・りそな銀行/埼玉りそな銀行・西日本シティ銀行・信用組合・労働金庫など）および、ふくおかフィナンシャルグループ傘下銀行（福岡銀行・熊本銀行・十八親和銀行）が対応している。「SU-PAY」への移行に伴い、従来の「トライアルお買物アプリ」は2023年8月31日をもってサービス終了した。

## 店舗の特徴
一店舗あたりの規模がおおむね3,000平方メートル以上のスーパーセンター型店舗を主力に展開する。2013年以降は 、4,000平方メートル前後の新設店舗を集中的に出店するなど、店舗の標準化と多店舗化を進めた。
2018年からは「流通情報革命」をスローガンとし、福岡を中心にスマートストアを展開している。AI（人工知能）を搭載した数百台のカメラを用いて、人や商品の動きをリアルタイム追跡するシステムや、レジ業務および支払い動作を省略するタブレット端末とバーコードスキャナ搭載のスマートショッピングカート導入、店内のデジタルサイネージの採用、スマホアプリに決済システムを統合させるなど、小売業とITを融合させるより「ムダ・ムラ・ムリ」を省き、余分なコストを削減することで、低価格で商品を提供することを志向している。

### 支払い方法
トライアル各店で利用可能な支払い方法は、現金、プリペイドカード「トライアルプリペイドカード」、独自スマホ決済「SU-PAY（スーペイ）」の3種類である。クレジットカードを直接支払いに利用することはできないが、クレジットカードから「トライアルプリペイドカード」と「SU-PAY」へチャージすることはできる。
2025年3月までは、クレジットカードでの支払いを3,001円以上に制限し、しかも食料品・切り花・指定ごみ袋の支払いには利用できず、クレジットカードが使える支払い場所もレーンレジではなくサービスカウンターでの会計に限定していた。クレジットカードの利用に、消費者に対してこうした制約を設けることはカード会社の加盟店契約違反となる。そのため、2025年4月よりクレジットカードの取り扱いを変更し、クレジットカードの利用をプリペイドカードと「SU-PAY」へのクレジットチャージに限り、商品の支払いに直接利用することはできない形に変更することで、加盟店契約違反を回避している。
なお、トライアルでも一時期、国際ブランドのクレジット機能付きポイントカードを発行していたが、後に廃止されている。

### 店舗業態
トライアルの店舗公式ウェブサイトではスーパーセンター・メガセンター・smart・小型店と大きく4つに分類されており、小型店にはGOやディスカウントストアなどが含まれる。
店舗看板は、通常は同社のコーポレートカラーである青色・紺色系統だが、業態によって色は異なる。現行ロゴは「TRIΛL」表記だが、開業時期が比較的古い店舗は旧ロゴ（「TRiAL」の「i」の点が五ツ星マーク）が掲げられている。
多数の店舗で24時間営業を行っている。
スーパーセンター トライアル
- トライアルの主力となるスーパーセンター業態。売場面積約4,000 m2の店舗を中心に、3,300-6,600 m2前後の広さで展開しており、取扱品目は衣食住に関わる生活必需品が中心となる[一次資料 41]。
- 熊本県内の店舗は「スーパーセンタータイヨー」名義で太陽企業グループによるフランチャイズ出店だったが、2008年11月に開店した八代店（熊本県八代市）以降は「トライアル」名義の直営店舗も出店。「タイヨー」名義の店舗のロゴは旧ロゴに準じたデザインとなっている。

メガセンター トライアル
- 2006年より展開を開始した大型店舗業態。売場面積約8,000 m2の店舗が中心で、取扱品目は食品から趣味嗜好品までフルラインで展開する[一次資料 41]。
- 2025年5月時点で、北海道・岩手県・福島県・茨城県・栃木県・群馬県・埼玉県・千葉県・愛知県・滋賀県・香川県・福岡県・大分県・熊本県・宮崎県に展開する。

ディスカウントストア トライアル
- トライアルで最初に運営が開始されたディスカウントストア業態。衣食住を取り揃えた店舗から、300坪（990平方メートル）に満たない小型店舗まで存在する。看板は赤系統が主体（通常の紺色看板の店舗もある）。
- 2025年5月時点で、北海道・福島県・茨城県・群馬県・埼玉県・千葉県・山梨県・大阪府に展開する。

バラエティストア トライアル
- 株式会社ナカヤから継承された店舗。「ディスカウントストア トライアル」とほぼ同業態だが、看板は通常のロゴと全く異なるデザインで、赤系統を主体にカタカナ表記で「（ディスカウントストア）トライアル」と表記される。
- 2025年5月時点で、福島県にのみ3店舗（郡山富田店・方木田店・大槻店）を展開する。

トライウェル
- 食料品を取り扱うドラッグストア業態。
- 2025年5月時点で、茨城県・栃木県・千葉県に展開する。

ドラッグ&フレッシュ トライアル
- 「トライウェル」同様、食料品や一般用医薬品を取り扱う業態。看板は緑系統。
- 2025年5月時点で、小月店（山口県下関市）と上峰店（佐賀県三養基郡上峰町）の2店舗のみを展開する。

TRIDRUG GO（トライドラッグ ゴー）
- 後述する「TRIAL GO」をベースとしたドラッグストア業態。
- 2025年5月時点で、千葉県に2店舗（東金求名店・八街北店）、山口県（下関生野店）と福岡県（目尾店）に各1店舗ずつの計4店舗を展開する。

トライアルマート
- 食料品中心の商品取り扱いを行う業態。
- 2025年5月時点で、福島県・茨城県・群馬県・埼玉県・山梨県に各1店舗ずつ展開する。

ネバフッドマーケット トライアル
- スーパーマーケット型業態。看板は緑色。
- 2025年5月時点で、牛久店（茨城県牛久市）と江南店（埼玉県熊谷市）の2店舗のみを展開する。

スーパーマーケット トライアル
- 「トライアルマート」同様の食品スーパー業態で、過去の名称は「食鮮館」。看板は「ネバフットマーケットトライアル」と同じく緑色。
- 2025年5月時点で、田村店（福岡県福岡市早良区）のみの展開である。

トライアル
- 「トライアルマート」「スーパーマーケット トライアル」同様の食品スーパー業態。2023年に青森トライアルが佐藤長の店舗「さとちょう」を譲受した際、改装に伴い休業していた3店舗（これらの店舗は後述する「TRIAL GO」や「TRIAL smart」として開業）を除いた15店舗にこの屋号が使用された。
- 営業開始当初は、佐藤長で使用していた「さとちょう」の看板をそのまま使用していたが、後に看板類を「トライアル」へ更新。大半の店舗は黄緑色と黄色の2トーン基調に白背景の青文字で「TRIAL」のロゴを配しているが、平賀店と五所川原新町店は主力店舗に準じた青基調の外観。浜の町店は青基調に白と緑のラインを配した外観となる。

TRIFOODS GO（トライフーズ ゴー）
- 食品スーパーの小型業態。
- 2025年5月時点で、宮若福丸店（福岡県宮若市）の1店舗のみである。

TRIAL GO（トライアル ゴー）
- 売場面積約1,000 m2以下の小型店舗で、取扱品目は食品が中心。自動化が採り入れられ、寿司・惣菜・弁当売場の売場カメラと電子棚札が連動し、世界初となるカメラとAIによる値下げ情報の自動更新も実現されている。また、既存のスーパーセンターのサテライト型店舗としての役割もあり、スーパーセンターから商品が配送されるためバックヤードを持たないのも特徴である[一次資料 41]。第1号店は脇田店（福岡県宮若市）で、以降は旧「グロッサリア」店舗など、一部店舗が本業態へ変更している。
- 店舗は本社のある福岡県に集中しているが、青森県と群馬県にも店舗があり、青森県の店舗は旧佐藤長の店舗で子会社の青森トライアルが運営する。
- 2025年秋以降、首都圏にも出店する[22]。

TRIAL smart（トライアルスマート）
- 取扱品目は「TRIAL GO」同様に食品が中心だが、売場面積は約1,400 m2を中心とする[一次資料 41]。
- 2025年6月時点で、北海道・青森県・群馬県・埼玉県・千葉県・福岡県・佐賀県・長崎県に展開する。

トライアルbox
- 取扱品目を絞り込み、ローコストオペレーションを行う小型店舗業態[23]。
- 2025年5月時点で、茨城県に2店舗（水戸南店・ひたちなか店）、千葉県に1店舗（江戸川台店）の3店舗を展開する。

トライアルクイック
- 「家事の時間を "Save" できる店」をコンセプトに運営する小型店舗。
- 2025年5月時点で、清水店（熊本県熊本市北区）の1店舗のみである。

## 運営店舗

### 現行店舗
2013年以前は、経費削減のため居抜き出店する場合が多く、例として同じく九州を中心に展開していた総合スーパーの寿屋（現：カリーノファシリティーズ）や同業のオサダといった、倒産あるいは小売業撤退した企業の店舗を引き継いだり、北海道の同業他社カウボーイを買収、福島県のナカヤと提携するなどして店舗を拡大していった。
- 2025年5月時点で、日本全国に351店舗を展開する。
  - 九州地方（沖縄県を除く）に139店、四国地方（香川県のみ）に3店、中国地方に26店、近畿地方（京都府を除く）に41店、中部地方（富山県・石川県・岐阜県・静岡県・愛知県）に11店、甲信越地方（山梨県のみ）に4店、関東地方（東京都を除く）に61店、東北地方（秋田県・山形県を除く）に37店、北海道に33店を営業している。
- 日本国外には、韓国に現地法人のTrial.Korea Co.,Ltd. が運営する店舗がある。

一部の店舗では、顧客向け電話番号を公開しておらず、店舗連絡先をトライアル「お客様相談室」の電話番号としている。

### 吸収合併で屋号変更した店舗
北海道の店舗で、恵庭、苫小牧、手稲、上磯、厚別、藤野、篠路、伏古の各店は、旧子会社のカウボーイと業務提携した際に屋号を変更した店舗である。
- このうち篠路店は、カウボーイ時代に長崎屋ラパーク篠路店を居抜きした店舗である。
- カウボーイの1号店かつ本店格だった伏古店の2階には、トライアルの北海道オフィスが置かれている。
- 厚別店は当初1号館、2号館と併設して大きく2つの建物となっていた。その後、24時間営業への変更に伴い駐車場を宅地として売却し、2号館を解体して駐車場に変更した。
- 2015年に恵庭店、藤野店は閉店。2018年には篠路店が、2020年に苫小牧店がそれぞれ移転のため閉店している。

### 特筆すべき店舗
- トライアルマート西那須野店（栃木県那須塩原市西大和）
2009年9月17日開店。JR西那須野駅近くのショッピングセンター「そすいスクエアアクアス」内。とりせん西那須野店跡地の敷地だが、一度店舗を取り壊した後に新築している。居抜き出店以外で、他社が新築したショッピングセンターの核店舗となるのは初。

- スーパーセンター トライアルアイランドシティ店（福岡県福岡市東区）
2018年2月14日開店の、ITを取り入れて実証実験を開始した次世代型店舗[24][16]。トライアルとパナソニックが開発したスマートカメラを計700台を設置し、顧客の動きや商品棚の解析を行い[16][15]、画像はカメラ側で輪郭線抽出処理を行うことで、顧客のプライバシー保護に配慮した運用とした[16]。また、トライアルと株式会社Remmoが共同開発したタブレット決済機能付きレジカート「スマートショッピングカート（当時、現：Skip Cart）」を100台以上導入し、売上向上と販売・精算作業の効率化を図った[16][15]。

- さとちょう Powered by TRIAL広田店（青森県五所川原市）
青森県を中心にスーパーマーケットを運営する佐藤長が、トライアル社のノウハウを導入して2021年8月4日にリニューアルした店舗[一次資料 43]。これはトライアル社の運営する東北地方の店舗では、佐藤長の[一次資料 43]関連会社である魚三水産が水産部門のテナント店舗を運営していることから実現したものである[一次資料 43]。
その後、佐藤長の経営破綻により、2023年10月23日に青森トライアルが佐藤長から事業を譲受、屋号を「トライアル」に改めて10月26日に営業再開した[一次資料 44]。

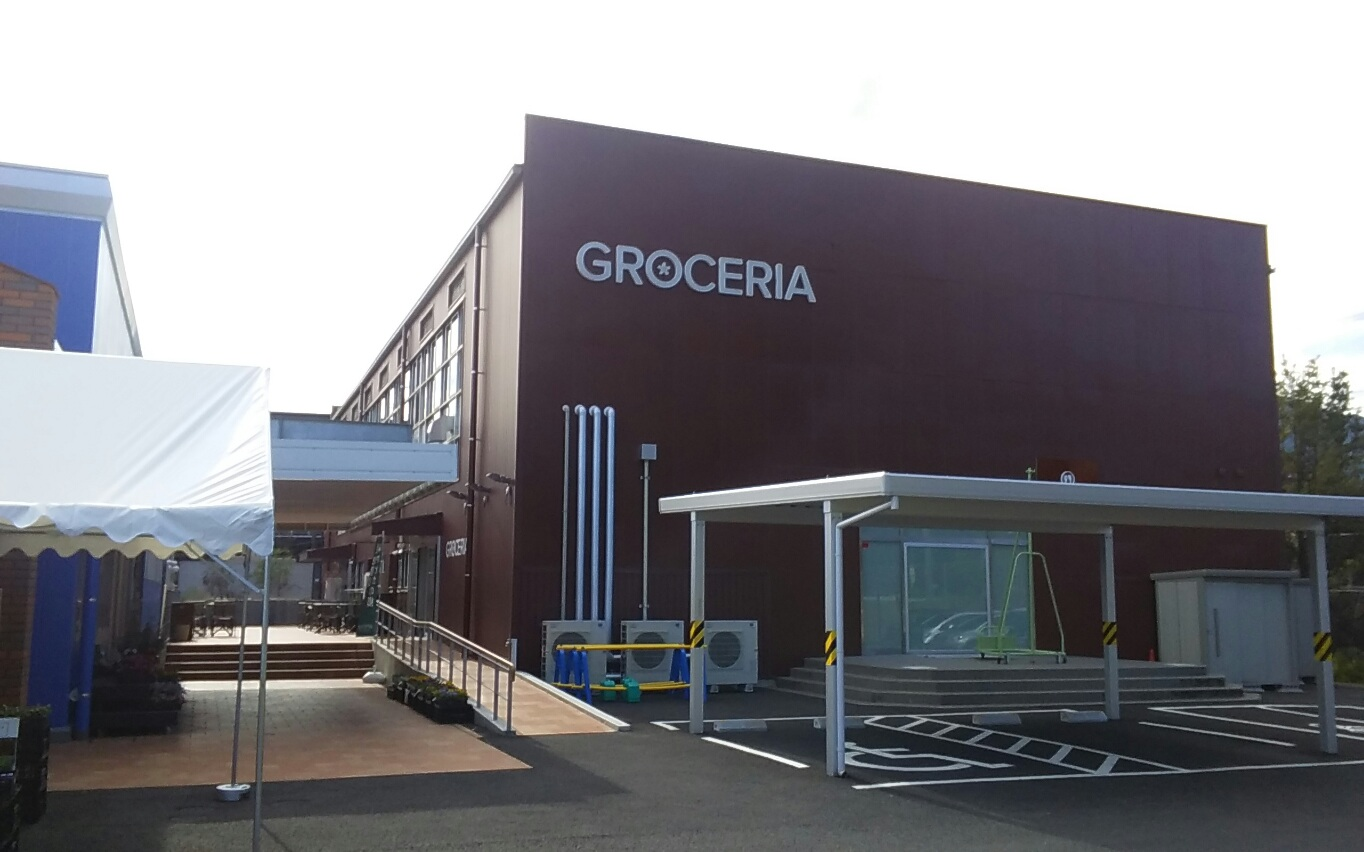
グロッサリア トライアル脇田店

- グロッサリア トライアル脇田店（福岡県宮若市）
2022年4月20日開業。旧宮若市立吉川小学校の体育館をリノベーションしたレストランで、宮若市との官民連携協定による共同事業の一環として営まれる。敷地内には小型店舗「TRIAL GO 脇田店」もある[一次資料 45]。

- TRIAL smart むつ新町店（青森県むつ市）
2023年12月1日開業。旧佐藤長の店舗を継承するために設立された青森トライアルが運営しており、旧マックスバリュむつ新町店→旧さとちょう新町店を全面改装した店舗。青森トライアルが譲受した店舗は、従来は短期間での営業再開を目指したため看板類は「さとちょう」のまま再開したが、最初から看板類なども「TRIAL」へ完全に切り替えたのはむつ新町店が初となる。売場面積が約1,000平方メートルかつ、食料品を中心に扱う小型業態「TRIAL smart」の屋号を採用[一次資料 46]。

### 過去に存在した店舗
- 北海道
  - スーパーセンター トライアル 富丘店（札幌市手稲区富丘2-4-2-1、2012年10月17日開店[25] - 2014年8月24日閉店）旧コープさっぽろ富丘店→旭友ストアー札幌富丘店。星置店開業に伴い閉店[26]。現在はFLEXハイエース札幌西店。
  - スーパーセンター トライアル 藤野店（札幌市南区藤野2-4-1-1、2008年10月22日開店[27] - 2015年6月28日閉店）- 旧カウボーイ店舗。後継テナントとして近隣の東光ストア藤野店が2015年11月27日に移転[28][29]。
  - スーパーセンター トライアル 恵庭店（恵庭市戸磯391、2008年9月18日開店[30] - 2015年7月5日閉店[31]）旧カウボーイ店舗で、トライアル北海道1号店。同市内には2017年12月6日にスーパーセンタートライアル恵庭島松店として再出店[32]。現在は佐藤木材工業 恵庭工場[33]。
  - スーパーセンター トライアル 苫小牧店（苫小牧市字糸井135-1、2008年9月24日開店[34] - 2020年6月7日閉店[35]）旧カウボーイ店舗。2020年8月5日にスーパーセンタートライアル苫小牧西店として新築移転オープン[36]。
  - スーパーセンター トライアル 篠路店（札幌市北区太平12-1-1-1、2008年10月29日開店[37] - 2018年8月26日閉店[38]） - 旧カウボーイ店舗で、上記の通りカウボーイ時代に長崎屋ラパーク篠路店跡を居抜き出店した店舗[38]。2018年12月5日にスーパーセンタートライアル屯田店として移転オープン[39]。旧店舗跡にはMEGAドン・キホーテが2019年3月22日に開業[40]。
  - スーパーセンター トライアル 永山店（旭川市永山3-4-1-3、2010年10月開店 - 2023年9月24日閉店[41][出典無効]） - 旧ドン･キホーテ旭川店跡を居抜き出店した店舗。後継テナントにはPGA TOUR SUPERSTORE旭川店が2024年2月1日に開店[42][43]。
- 岩手県
  - スーパーセンター トライアル 盛岡青山店（盛岡市青山4-46-15、2013年8月7日開店 - 2019年12月8日閉店）かつてトイザらス盛岡店が存在し撤退後の盛岡市青山のテナントビル1Fに入居する形で出店していた。2019年より新築工事を行っていた滝沢市牧野林地区へ移転、翌2020年1月29日にスーパーセンタートライアル滝沢店として新築オープン。
- 宮城県
  - スーパーセンター トライアル 名取店（旧店舗、名取市上余田字千刈田320、2008年6月18日開店 - 2011年3月11日閉店）- スーパーセンター形態での東北1号店（福島県を除く）。2011年3月11日の東日本大震災により損壊を受け閉店。2代目店舗は2016年10月19日にベイシア電器仙台南店跡地へ居抜き出店。
  - スーパーセンター トライアル 名取美田園店（名取市美田園5-6-2、2012年9月26日開店[一次資料 47] - 2017年8月27日閉店[44]） - 旧「みちのく三陸 だてもん市場」跡。閉店した初代名取店の後継店舗。名取店自体は別の場所で継続営業中。
- 福島県
  - トライアル 塩川店（喜多方市塩川町小府根字曽谷田1）- ロックタウン塩川内（現在のイオンタウン塩川）にあった。
  - トライアル 棚倉店（東白川郡棚倉町大字流字豊前60-2）ナカヤ棚倉店跡にあった。現在はアミューズパーク棚倉。
- 茨城県
  - スーパーセンター トライアル 結城店（結城市大字結城7556-1、2005年7月開店[一次資料 7] - 2012年3月11日閉店）伊勢甚チェーン結城店→伊勢甚ジャスコ結城店→マルカワ結城店→ビッグエム結城店→カスミ結城北店跡地への居抜き出店。閉店後、欅坂46 8thシングル『黒い羊』MVの舞台となった。その後解体された。
  - スーパーセンター トライアル 下妻店（下妻市下妻乙1183-1、2013年2月26日開店[45] - 2017年8月20日閉店）現在は業務スーパー下妻店、グラントマト下妻店。
- 栃木県
  - スーパーセンター トライアル 大田原店（大田原市山の手2-15-29、2004年6月9日開店 - 2014年5月11日閉店）大田原サティ跡・建物は東野交通所有。閉店後は解体され、現在はクスリのアオキ山の手店となった。その後中田原工業団地内に2代目店舗を新設し、2017年12月13日に再出店。
- 埼玉県
  - トライアルマート 本庄店（本庄市駅南1-2-1、2005年3月開店[一次資料 7] - 2012年3月20日閉店）本庄BLALA内にあった。
  - メガセンター トライアル 神保原店（児玉郡上里町神保原町495、2010年4月21日 - 2018年4月28日閉店[46]）- 旧ジャスコ神保原駅前店跡。2018年6月27日にメガセンタートライアル上里店として移転オープン。
- 千葉県
  - スーパーセンター トライアル 千葉みなと店（千葉市中央区千葉港3-3、2010年1月21日開店[一次資料 48][47] - 2015年6月28日閉店[48]） - 旧ビバホーム→ヤマダ電機。閉店後は解体された。跡地はマンションとファミリーマート千葉みなと店。
  - スーパーセンター トライアル 千葉ニュータウン店（印西市武西学園台1-1358-1、2007年12月7日開店[49] - 2021年3月28日閉店[50]）旧ケーズデンキ千葉ニュータウン店跡地に出店。閉店後は解体された。
- 東京都
  - トライアルマート 薬師台店（町田市薬師台2-13-1、2007年2月28日閉店[一次資料 49][51]）閉店後は解体され、相鉄ローゼン薬師台店が建設された。
  - トライアルマート 八王子店（八王子市別所2-41-1、2017年2月5日閉店[52]）茶色系統の看板が特徴だった。当店閉店により東京都から店舗は無くなった。閉店後は解体され、スギ薬局八王子別所店が建設された。
- 京都府
  - スーパーセンター トライアル 久世橋店（京都市南区吉祥院石原長田町1-5、2006年8月2日開店 - 2016年1月3日閉店） - 関西第1号店で、京都府唯一の店舗だった。ホームセンターコーナン久世橋東店[53]跡地に出店。店舗は解体され、跡地にはHonda Cars 京都 U-Select久世橋が建設された。
- 島根県
  - メガセンター トライアル 出雲店（出雲市今市町259-1、2009年開店 - 2016年2月14日閉店[54]) - 旧出雲サティ→ジャスコ出雲パラオ店跡。2017年2月1日にスーパーセンタートライアル出雲白枝店として移転オープン。旧店舗は解体された。
- 岡山県
  - スーパーセンター トライアル 児島店（倉敷市児島小川町3675-1、2016年10月23日閉店[55]）
  - スーパーセンタートライアル 倉敷店（倉敷市玉島1962-3、2005年10月開店[一次資料 7] - 2020年5月17日閉店[56]）ショッピングセンターパオ（旧ニチイ新倉敷店・パオ→新倉敷サティ）に出店。跡地はハローズ玉島店。
- 福岡県
  - トライアルマート 朝倉店（朝倉市須川2511、2005年7月開店[一次資料 7]- 2008年3月9日閉店[一次資料 50]）甘木店開店に伴って閉店。旧タイホー朝倉店跡に出店。跡地はダイレックス朝倉店。
  - トライアル ディスカウントコンビニ片江３丁目店（福岡市城南区片江３丁目６−２６、閉店日不明）跡地は、セカンドアウトドア→コノハ整骨院を経て、AUBE HAIR amy 福岡七隈店。
  - トライアル ディスカウントコンビニ 宇美光正寺店（糟屋郡宇美町光正寺2-11-1、2007年7月17日開店 - 閉店日不明）ポプラ跡地に出店。跡地は中華料理福源。
  - トライアル ディスカウントコンビニ 高砂2丁目店（福岡市中央区高砂2-4-2、2010年開店 - 2013年11月30日閉店）自社物件のトライアルビル1階に存在した。以前は同ビルに本社機能があった[57]。
  - トライアル ディスカウントコンビニ 桜ヶ丘店（春日市桜ヶ丘4-23、2007年7月24日開店[一次資料 49] - 閉店日不明）跡地はタカラ薬局。
  - スーパーセンタートライアル 八女店（八女市本村444-1、2003年3月開店[一次資料 7] - 2009年7月5日閉店）西へ1.5 km先に新築移転のため閉店。八女寿屋百貨店跡地に出店。閉店後、建物は解体された。跡地は老人ホーム「毎日元気ハウス」。
  - スーパーセンター トライアル 柳川店（柳川市三橋町柳河778、1994年3月開店[一次資料 7][58] - 2018年2月11日閉店[59]） - スーパーセンター業態の1号店で、閉店時点の最古参店舗。開店時はディスカウントストアであったが、1996年10年に増床してスーパーセンターとなった[一次資料 7]。 2018年2月11日にスーパーセンタートライアル 柳川西蒲池店に移転するため閉店(柳川西蒲池店の開店日は2018年3月7日)。跡地は東亜産業柳川工場。
- 佐賀県
  - メガセンター トライアル 鹿島店（鹿島市森字水町77-1、2006年5月23日開店[60] - 2014年1月19日閉店）メガセンター業態1号店として、ウイングシティ跡地に開店。同地で建て替えを行い、2017年7月26日にスーパーセンタートライアル鹿島店として再出店。
  - ディスカウントストア トライアル 基山店（三養基郡基山町宮浦186-65、2012年1月25日開店 - 2014年2月16日閉店）ユニード基山店→ダイエー基山店→西鉄ストア基山店→マイキッチン基山店→食品バラエティストアチマキング基山店を経て開店。閉店後解体された。跡地は基山薬局など。
  - スーパーセンター トライアル 唐津店（唐津市栄町2579-1、2002年10月開店 - 2017年9月10日閉店）寿屋唐津店跡地に出店。建物の老朽化のための閉店で、同地で建て替えを行い、2019年2月13日に再出店[61][62]。
  - スーパーセンタートライアル 武雄店（武雄市朝日町大字甘久194-1、2007年8月1日開店[一次資料 51] - 2018年1月7日閉店）オサダ武雄本店跡地に出店[一次資料 51]。2018年1月31日にスーパーセンタートライアル武雄富岡店として移転。跡地はドラッグストアモリ武雄朝日店。

## トライアルホールディングス
株式会社トライアルホールディングス（英: Trial Holdings Inc.）は、福岡県福岡市東区に本社を置き、流通小売事業及びリテールAI事業を中心とする日本の純粋持株会社。

### 沿革（持株会社）
- 2015年（平成27年）
  - 9月18日 - 株式会社トライアルカンパニーの単独株式移転により、持株会社として株式会社トライアルホールディングスを設立[一次資料 20]。永田久男が代表取締役会長に、亀田晃一が代表取締役社長に就任[一次資料 6]。
- 2016年（平成28年）
  - 6月 - 株式会社トライアルカンパニーより株式会社ティー・エル・エス、株式会社トライアル開発及び株式会社トライアル・シェアードサービスの株式を取得[一次資料 5]。
  - 9月21日 - 完全子会社として、株式会社トライアルフィナンシャルサービスを設立[一次資料 52]。
  - 10月21日 - 株式会社明治屋の第三者割当増資により、同社の株式の80%を取得し、同社を連結子会社とする[一次資料 52]。
- 2017年（平成29年）
  - 6月 - 株式会社トライアルカンパニーより株式会社ティー・アール・イーの株式を取得[一次資料 5]。
- 2018年（平成30年）
  - 10月 - 子会社として、オートピット株式会社を設立[一次資料 6]。
  - 11月 - 子会社として、株式会社Retail AIを設立[一次資料 5]。
- 2019年（平成31年・令和元年）
  - 1月 - 株式交換により、株式会社ティー・アール・イーが株式会社Retail AIの子会社となる[一次資料 5]。
- 2020年（令和2年）
  - 6月 - 株式会社エヌ・ジー・ティー不動産管理の株式を取得[一次資料 6]。
  - 7月 - 株式会社ティー・アール・イーが株式会社Retail AI Xに商号を変更[一次資料 6]。
  - 9月
    - 子会社として、株式会社河村佐藤デザインを設立[一次資料 6]。
    - 株式会社河村佐藤デザインが、株式会社河村デザインの建築事業を承継[一次資料 6]。

  - 11月26日 - オートピット株式会社が株式会社トライアルカーズに商号を変更[63]。
  - 12月 - 子会社として、株式会社トライアルリアルエステート及び株式会社トライアルベネフィットを設立。株式会社neri resortが株式会社トライアルリアルエステートの子会社となる[一次資料 6]。
- 2022年（令和4年）
  - 4月 - 子会社として、株式会社Fieldmanを設立[一次資料 6]。
  - 6月30日 - 株式会社トライアルリアルエステートが、株式会社サンリゾートの全株式を取得[一次資料 6]。
- 2023年（令和5年）
  - 3月8日 - 東京証券取引所が、東京証券取引所グロース市場への上場を承認[64]。
  - 4月3日 - 東京証券取引所グロース市場への上場を取消[一次資料 53][一次資料 54][64]。
  - 6月30日 - 株式会社サンリゾートが株式会社トライアルゴルフ&リゾートに商号を変更[一次資料 6]。
  - 7月1日 - 株式会社トライアルフィナンシャルサービスが株式会社SU-PAYに商号を変更[一次資料 6]。
  - 10月1日
    - 株式会社ティー・エル・エスが株式会社MLSに商号を変更[一次資料 55]。
    - 株式会社Retail AIが、株式会社Retail AI X、株式会社Retail AI Engineering及び株式会社Retail SHIFTを吸収合併[一次資料 6]。
- 2024年（令和6年）
  - 2月1日 - 株式会社トライアルリアルエステートが、東急不動産よりTGR大分株式会社（現・株式会社ティージーアール大分）及びTGR阿蘇株式会社（現・株式会社ティージーアール阿蘇）の全株式を取得[一次資料 56]。
  - 2月14日 - 東京証券取引所が、東京証券取引所グロース市場への上場を承認[一次資料 57][65]。
  - 3月21日 - 東京証券取引所グロース市場（証券コード：141A）に株式を上場[一次資料 58]。
  - 9月 - 群馬県のスーパー丸幸との間で、丸幸側より事業譲渡を受ける契約を締結[66]。
- 2025年（令和7年）
  - 7月1日 - KKR及びウォルマートからの株式取得により株式会社西友を完全子会社化[一次資料 1][一次資料 2][一次資料 3][67][一次資料 59]。同時に株式会社西友の子会社である株式会社西友プロキュアメントと株式会社西友サービスがトライアルのグループ会社（当社の孫会社）となる。

### 関連会社

#### 連結子会社
流通小売事業
- 株式会社トライアルカンパニー
  - 株式会社トライアルストアーズ
  - 株式会社青森トライアル
  - 株式会社Le Petit Nicois
  - 株式会社トライアル・インシュアランス・サービス
  - 株式会社トライアルチャレンジド

- 株式会社西友
  - 株式会社西友プロキュアメント
  - 株式会社西友サービス

- 株式会社明治屋
- 株式会社SU-PAY
- 株式会社トライアルカーズ
- 株式会社MLS（34.2%）

リテールAI事業
- 株式会社Retail AI
  - 煙台創迹軟件有限公司
  - 上海翔迹企業管理有限公司

- 拓锐安（上海）科技有限公司

その他
- 株式会社トライアルリアルエステート
  - 株式会社トライアル開発
  - 株式会社河村佐藤デザイン
  - 株式会社トライアルゴルフ&リゾート
  - 株式会社ティージーアール阿蘇
  - 株式会社ティージーアール大分
  - 株式会社サンリアルエステート
  - 株式会社neri resort
  - 株式会社白鳥ロジスティックシステム

- 株式会社トライアルベネフィット
- 株式会社Fieldman

#### 持分法適用会社
- Trial.Korea Co., Ltd.（29.9%）
- 株式会社ムロオ（24.7%）
- 株式会社SalesPlus（50%）

## 事件・不祥事

### 販売品の不適正表示

#### 2008年の不適正表示
2008年12月12日、トライアルカンパニーが販売した小豆とインゲン豆に不適正表示をしたとして、農林水産省からJAS法に基づく指示を受けた。

#### 2011年の不適正表示
2011年、トライアルプライベートブランドの食品に、製造過程で成分表示にない小麦が混入していたことが判明した。トライアル側は健康被害の報告はないとしたが、同年7月30日に自主回収を行った。

#### 2023年の不適正表示
2023年12月12日に農林水産省は、トライアルカンパニーが北海道内の複数店舗で、生鮮水産物及び水産加工品に不適正表示（産地偽装）をし、一般消費者に販売又は店頭に陳列していたことを確認した。具体的には、スーパーセンタートライアル岩見沢店が販売する生鮮水産物めばちまぐろの原産地について「台湾産（大西洋・太平洋・インド洋）」などであるにもかかわらず、「大西洋（静岡県産）」と事実と異なる表示をし、同年5月3日から7月21日までの間に少なくとも64パックを一般消費者に販売した。また、メガセンタートライアル伏古店が販売する生鮮水産物についても、めばちまぐろの原産地について「韓国産」であるにもかかわらず「宮城県産」と事実と異なる表示をして販売した。スーパーセンタートライアル屯田店でも、同様の原産地が異なる表示が明らかになっている。
このため農林水産省は、トライアルが行った行為は、食品表示法第4条第1項の規定に基づき定められた食品表示基準（平成27年内閣府令第10号）第18条第1項の表の「原産地」の項、同基準第3条第1項の表の「原材料名」の項及び第2項の表の「原料原産地名」の項の規定に違反すると認定した。農水省はトライアルカンパニーに対し、食品表示法に基づき、表示の是正と併せて、原因の究明・分析の徹底、再発防止対策の実施などについて指示した。

### 店長・従業員・契約警備員による恐喝事件
2010年4月5日、万引きした男性から50万円を恐喝したとして「スーパーセンター トライアル倉敷店」（岡山県倉敷市玉島1962-3）の店長・副店長および警備保安会社「新日警サービス」（本社：福岡県福岡市中央区。2013年12月26日福岡地方裁判所にて破産手続開始決定）に所属する警備員（いわゆる「万引きGメン」）の3人が恐喝容疑で岡山県警に逮捕された。逮捕理由は、2009年11月13日にパソコン用品（1,377円相当）を盗んだ男性とその兄に対し「刑務所に入ってもらう。お兄さんも仕事ができなくなる」、「約1年前から1日3回来店している。被害額は1回1千円として、1年で109万5千円になる。これは会社の方針だ。払えなければ刑務所に入ることになる」などと脅し、翌14日に現金50万円を受け取ったことである。
玉島警察署によれば、トライアルのチェーン店を巡回する「万引きGメン」の警備員が、同店で男性が商品をレジに通さず店を出るところを発見し、同署に通報したが取り調べ後に男性は逮捕されず釈放され、兄とともに万引き被害を弁済するため店に戻ったところ、逆に店長らから恐喝されたという。
警察の調べに対し、店長ら3人が「本社の指示で被害弁償を要求した」との供述をしたため、岡山県警は同年4月7日、トライアルカンパニー本社や新日警サービスなどの関係先を家宅捜索した。県警は「実際の被害額に比べ受け取った額が大きく、悪質性が高いと判断し店長らの逮捕に踏み切った」とし、また押収した資料などから、脅し取った金が店舗の収入に計上されていた可能性があるとして、会社側の関与を調べるため家宅捜索を行った。
これに対し、トライアルカンパニーお客様相談室は「万引きした人物には商品代に加え、警備員の経費も請求しており、被害額を算定する専門の部署もある。ただし一般的な範囲を逸脱して請求することはない」などと回答した。
同社は本事件について公式ウェブサイトにニュースリリースを掲載し、以下のように述べた。
同年4月26日に岡山県警は、別の2人に対する恐喝容疑（約700円と約2,000円の商品に対して、それぞれ約10万円）でも3人を再逮捕した。
恐喝事件を起こした「スーパーセンター トライアル倉敷店」は、事件直後の2020年5月17日をもって閉店した。
翌2011年3月15日、岡山地方裁判所倉敷支部にて、店長に懲役1年6ヶ月執行猶予3年、副店長と警備員に懲役2年執行猶予3年の判決が言い渡された。
なお、同店の建物は元は、地元主導型の「ショッピングセンターパオ」（1979年3月開店）で、「専門店街パオ」と新倉敷サティ（旧ニチイ新倉敷店）で構成され、ジャッキー・チェンほか多くの芸能人イベントを開催するなど、岡山県を代表するショッピングセンターであった。しかし1990年代にはイオン倉敷ショッピングセンターなど大型モールが相次いで出店し、2001年のマイカル経営破綻により翌2002年7月に新倉敷サティが閉店。その居抜きで2005年10月にトライアルが出店、サティの内装と旧売場をそのまま活用し、旧パオ部分も含めて1階のみ使用していた。事件によりトライアルが閉店した後に建物は解体され、跡地にはハローズ玉島店が建設された。

### その他の事件・事故

#### 店舗駐車場で自殺遺体発見
2010年6月18日、栃木県宇都宮市の「スーパーセンター トライアル宇都宮」店の駐車場で、死後数か月経過した女性の自殺遺体が発見された。

#### 店舗駐車場でDV殺人事件
2012年4月25日、茨城県筑西市の「メガセンター トライアル筑西店」の駐車場で殺人事件（DV無理心中）が発生、元夫（当時43歳）が元妻（当時39歳）を刺殺し、自分も首を刺して自殺した。駐車場にいた目撃者からの110番通報を受け、茨城県警筑西警察署の警察官が現場に駆けつけたところ、男女2人が心肺停止状態で倒れており犯行に使われた刃物が落ちていた。市内の病院へ救急搬送後に2人とも死亡が確認された。筑西警察署によれば、2人は事件前月の同年3月に離婚し、事件前の4月1日に元妻から「元夫が家に来て殴られた」と同署へ110番通報があり、同署員は元妻の家の前にいた元夫に「もう殴ったりせず（元妻に）近づかない」とする上申書を書かせた上で帰宅させた。その後、4月9日に元夫の親族から「（元夫が）元妻を殺して自分も死ぬと言っている」と同署へ通報があったことから、同署は元夫に口頭で警告した上で元妻の自宅近辺の警護を始めたところだったという。

#### 館林ストーカー殺人事件
2014年2月19日、群馬県館林市の「ディスカウントストア トライアル館林小桑原店」の駐車場で、ストーカー殺人事件が発生した。詳細は「館林ストーカー殺人事件」を参照。